# Sikong Benjing
Sikong Benjing (ur. 667, zm. 761; chiń. 司空本净, pinyin Sīkōng Běnjìng; kor. 사공본정 Sagong Ponjŏng; jap. Shikū Honjō; wiet. Ti Không Bản Tịnh) – chiński mistrz chan szkoły południowej, uczeń mistrza chan Huinenga.

## Życiorys
Cesarz Xuanzong (pan. 712–756) wysłał w 744 r. swojego posłańca Yanga Guantinga, aby sprawdził mistrza chan Benjinga w jego klasztorze na górze Sikong (w Anhui). W czasie rozmowy o poszukiwaniu Buddy i zapytaniach o Drogę, Benjing powiedział m.in.
Jeśli pragniesz być buddą, to sam umysł jest buddą. Jeśli chcesz pytać o Drodze, to Drogą jest "bez umysłu".
Gdy Yang powrócił do cesarza i zdał sprawozdanie z rozmowy cesarzowi, Xuanzong ponownie posłał go do mistrza, tym razem z zaproszeniem do stolicy. 17 dnia 12 miesiąca tego samego roku mistrz Benjing na życzenie cesarza został opatem klasztoru Balian (Białego Lotosu). W 745 r. Benjing wyróżnił się podczas debaty z wiodącymi przedstawicielami buddyzmu. Mistrz skupił się na swoich naukach "bez umysłu" (chiń. wuxin).
Po swojej śmierci mistrz został uhonorowany tytułem daxiao chanshi (Mistrz chan Wielkiego Zrozumienia).

## Nauki
W historii chanu nauki "bez umysłu" przypisuje się mistrzowi chan szkoły hongzhou – Mazu Daoyi. Jednak z biograficznych tekstów wynika, że to pierwszy Sikong Benjing nauczał zgodnie z tą doktryną. Ponieważ szkoła hongzhou została uznana za prawidłową, ortodoksyjną szkołę chanu, tym samym mistrz Benjing został wyniesiony jako pierwszy mistrz, który reprezentował tę doktrynę. 
Mistrz ten należał więc do tradycji opartego na praktyce elitarnego, indywidualistycznego podejścia do oświecenia. Inną tradycją było podejście synkretyczne, mające silny związek z buddyjskim scholastycyzmem i literaturą. Tę tradycję najlepiej reprezentował Guifeng Zongmi.

## Linia przekazu Dharmy zen
Pierwsza liczba oznacza liczbę pokoleń mistrzów od 1 Patriarchy indyjskiego Mahakaśjapy.
Druga liczba oznacza liczbę pokoleń od 28/1 Bodhidharmy, 28 Patriarchy Indii i 1 Patriarchy Chin.
- 28/1. Bodhidharma (zm. 543?)
  - 29/2. Dazu Huike (487–594)
    - 30/3. Jianzhi Sengcan (zm. 606)
      - 31/4. Dayi Daoxin (579–651)
        - 32/5. Niutou Farong (594–657) szkoła niutou
        - 32/5/1. Pŏmnang Korea – wprowadzenie chanu (kor. sŏn)
        - 32/5. Daman Hongren (601–674)
          - 33/6. Yuquan Shenxiu (606–706)(także Datong) szkoła północna stopniowego oświecenia.
          - 33/6. Zizhou Zhixian (bd)
            - 34/7. Zizhou Chiji (bd)
              - 35/8. Jingzhong Zhixian (bd)
                - 36/9. Yizhou Wuxiang (684–762) koreański mistrz chan Kim Musang działający w Chinach. Szkoła jingzhong

          - 33/6. Songyue Hui’an[2] (580–707) szkoła laomu an heshang
          - 33/6. Daoming (bd) (także Huiming)
          - 33/6. Yuquan Shenxiu[3] (607–706)
          - 33/6. Dajian Huineng[4] (638–713)
            - 34/7. Jueduo (Gupta)[5]
            - 34/7. Zhice (także jako Xuance) (ok. 665/67–ok. 760/62)
            - 34/7. Sikong Benjing (667-761)
            - 34/7. Yisu Xuanjue (także jako Yongjia Xuanjue) (665–713)
            - 34/7. Zhidao Fazhen
            - 34/7. Heze Shenhui[6] (670–762)
            - 34/7. Qingyuan Xingsi (660–740)
            - 34/7. Nanyang Huizhong (675–775)
            - 34/7. Nanyue Huairang (677–744)

- Pełniejsza lista – zobacz Huineng